# Susanne Hirzel
Susanne Zeller-Hirzel, född som Susanne Hirzel 7 augusti 1921, död 4 december 2012, var en tysk medborgare som under andra världskriget var aktiv i kampen mot Hitlerregimen och deltog i motståndsgruppen Vita rosen. Hon var den medlem i rörelsen som överlevde längst.